# Bratkovec
Bratkovec – wieś w Chorwacji, w żupanii krapińsko-zagorskiej, w gminie Zagorska Sela. W 2011 roku liczyła 48 mieszkańców.